# Šipky (zbraň)

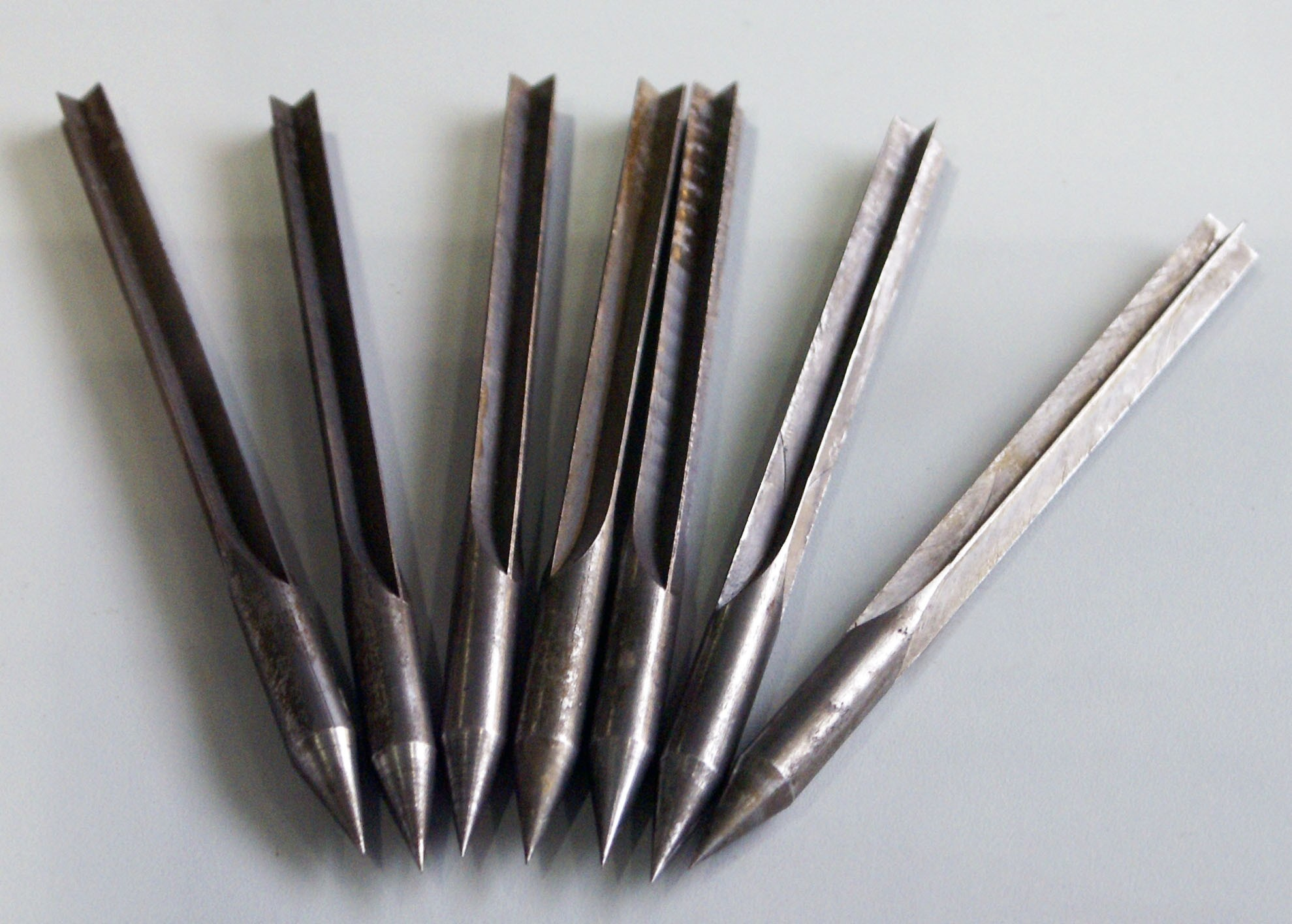
Šipky

Šipky (francouzsky fléchette) jsou podlouhlé ocelové projektily, používající design klasických šípů.

## Popis
Od klasického šípu přejala šipka tyto prvky:
- špičatá přední část
- zadní část opatřená stabilizátory
- turecké šipky měly stabilizátor vytvořený ptačími pery[1]
- průměr v řádu milimetrů

Na rozdíl od klasického šípu konstrukce šipky nebyla limitována silou vrhacího zařízení. Kinetickou energii získávala šipka díky gravitaci. Konstrukce šipky nebyla limitována vahou.

## Vznik
Rozvoj letadel před 1. světovou válkou podnítil vojáky k úvahám, jak využít tuto techniku k boji. Francouzský průkopník letectví Clément Ader popisuje v knize L'Aviation Militaire z roku 1909 budoucí využití letadel ve vojenství. Zmiňuje letecký průzkum a bombardování nepřítele, mimo jiné i ocelovými šipkami shazovaných ve velkém množství z letadel. Clément Ader popisuje tuto šipku jako ocelový drát, který je na jednom konci vykován do hrotu a na druhém kováním zploštěn. Tato plochá část měla stabilizovat padající šipku.
První použití šipek bylo zaznamenáno francouzskými vojsky v africkém Maroku v květnu 1914. Vzbouřené místní kmeny byly bombardovány na bojišti, ale i na tržišti.

## Výroba
Šipky byly vyráběny s malými náklady. Francouzský model, který na bojištích 1. světové války patřil mezi nejrozšířenější, měl průměr 8 mm, byl 120 mm dlouhý a vážil zhruba 20 gramů. Byl spíše menším (a levnějším) zástupcem svého druhu. Výrobu spustila na začátku války továrna Renault v Billancourtu, 25 svazků po 20 kusech šipek bylo dodáváno v krabicích.
Traduje se, že výroba šipek probíhala i v českých zemích, konkrétně v budově s nápisem ČKD DUKLA v Karlíně. Této budově se říkalo Šípkárna, ale konkrétně tato budova byla postavena v roce 1953, podle jiných pramenů až v roce 1959. Sousední budovy bývalé firmy Akciová společnost strojírny, dříve Breitfeld, Daněk a spol., (Daňkovka) v Karlíně, byly postaveny před první světovou válkou.

## Šipky Ranken
Modifikací šipek (flechette) jsou šipky Ranken:
- výhradní použití proti vzducholodím (balonům) plněných vodíkem
- zápalný mechanismus aktivovaný po průniku šipky pláštěm vzducholodě
- násobně vyšší cena

Šipky jsou pojmenovány po přihlašovateli patentu GB191517157A inženýrovi Lieutenant commanderovi Francisi Rankenovi z britského námořnictva (Royal Navy).

## Válka na Ukrajině
Poslední známé použití šipek bylo zaznamenáno při ruské agresi na Ukrajině.Desítky civilistů, kteří zemřeli během ruské okupace ukrajinského města Buča, byly zabity drobnými kovovými šípy z granátů typu ruského dělostřelectva, uvedli soudní lékaři.